# Olimpijski sportovi
Olimpijski sportovi se praktikuju na Letnjim olimpijskim igrama i Zimskim olimpijskim igrama. Letnje olimpijske igre 2020. uključivale su 33 sporta; Zimske olimpijske igre 2022. uključivale su sedam sportova. Svaki olimpijski sport predstavlja međunarodno upravno telo, odnosno Međunarodna federacija (IF).
Na Letnjim olimpijskim igrama 2020. u Tokiju uvedena su četiri nova sporta, i karate, skejtbording, sportsko penjanje i surfovanje su debitovali na Olimpijskim igrama. Brejkdensing je debitovao na Letnjim olimpijskim igrama 2024. u Parizu, a skijaški alpinizam će debitovati na Zimskim olimpijskim igrama 2026. u Italiji. Fleg fudbal i skvoš debitovaće na Letnjim olimpijskim igrama 2028. u Los Anđelesu, dok će se kriket i lakros vratiti posle dugih izostanaka.

## Olimpijske sportske definicije
Međunarodni olimpijski komitet (MOK) smatra da olimpijski sport obuhvata sve discipline kojima upravlja međunarodna sportska federacija. Na primer, vodeni sportovi su letnji olimpijski sport koji obuhvata šest disciplina: plivanje, umetničko plivanje, skokove u vodu, vaterpolo, plivanje u otvorenim vodama i visoko ronjenje (neolimpijska disciplina), od kojih svima na međunarodnom nivou upravlja Svetski vodeni sport. Klizanje je zimski olimpijski sport koji predstavlja Međunarodna klizačka unija i obuhvata četiri discipline: umetničko klizanje, brzo klizanje, brzo klizanje na kratkim stazama i sinhronizovano klizanje (neolimpijska disciplina). Sport sa najvećim brojem olimpijskih disciplina je skijanje, sa šest: alpsko skijanje, skijaško trčanje, skijaški skokovi, nordijska kombinacija, snoubording i skijanje slobodnim stilom.
Drugi značajni multidisciplinarni sportovi su gimnastika (umetnička, ritmička i trampolina), biciklizam (put, staza, planina i BMX), odbojka (u zatvorenom i na plaži), rvanje (slobodni i grčko-rimski), vožnja kanuom (ravne vode i slalom), i bob (uključuje skelet). Ovde navedene discipline su samo one u kojima se takmiči na Olimpijskim igrama — gimnastika ima dve neolimpijske discipline, dok biciklizam i rvanje imaju po tri.
Definicija "discipline" MOK-a može se razlikovati od one koju koristi međunarodna federacija. Na primer, MOK smatra umetničku gimnastiku jedinstvenom disciplinom, dok Međunarodna gimnastička federacija (FIG) klasifikuje mušku i žensku umetničku gimnastiku kao zasebne discipline. Slično, MOK smatra rvanje slobodnim stilom kao jedinstvenu disciplinu, dok Ujedinjeno svetsko rvanje klasifikuje žensko rvanje slobodnim stilom kao posebnu disciplinu „ženskog rvanja“.
Događaj, prema definiciji MOK-a, je takmičenje koje vodi do dodele medalja. Dakle, vodeni sport obuhvata ukupno 46 olimpijskih disciplina, od kojih su 32 u disciplini plivanje, osam u skokovima u vodu i po dve u umetničkom plivanju, vaterpolu i plivanju na otvorenim vodama. Broj događaja po sportu kreće se od minimalno dva (do 2008. godine postojali su sportovi sa samo jednom priredbom) do maksimalno 47 u atletici, koja i pored velikog broja raznovrsnih događaja nije podeljena u posebne discipline kao što je to slučaj kod vodenih sportova.

## Kriterijumi za uključivanje i pragovi
Sportovi koji ispunjavaju uslove za uključivanje u olimpijski program su samo oni kojima upravljaju međunarodne federacije koje priznaje MOK, kao što je navedeno u podzakonskim aktima 1.3.2 i 1.4.2 do Pravila 45 Olimpijske povelje (2023). Mogućnost predlaganja dodatnih sportova u program je u punoj diskreciji odgovarajućeg Organizacionog komiteta Olimpijskih igara i predmet je konačne odluke sednice MOK-a.
U prošlosti je ukinuto nekoliko kriterijuma koji se odnose na široko praktikovane sportove, discipline ili događaje. Međutim, broj sportova je i dalje ograničen limitima sportista i događaja. Prema Pravilniku 3.2 Pravilu 45 Olimpijske povelje (2023), Letnje olimpijske igre bi trebalo da budu ograničene na približno 10.500 sportista, 5.000 trenera i pomoćnog osoblja i 310 događaja, dok bi Zimske olimpijske igre trebalo da budu ograničene na oko 2.900 atleta i 2.000 trenera i pomoćnog osoblje i 100 događaja, osim ako Organizacioni odbor nije drugačije dogovorio. Ovi pragovi će verovatno biti prevaziđeni za Letnje olimpijske igre 2028; sportski direktor Kit Makonel je izjavio da će oni imati za cilj da „ograniče povećanje, ali i da ograniče uticaj na postojeći sport“.
Prethodnih godina, sportovi koji prvenstveno zavise od mehaničkog pogona, kao što su motorni sportovi, nisu mogli biti razmatrani za priznavanje olimpijskih sportova, iako su 1908. godine postojali događaji u vožnji motornim čamcima pre nego što je ovo pravilo doneo MOK. Pravilo o isključenju motosporta uklonjeno je iz Olimpijske povelje 2016. godine. FIA (upravno telo za automobilske sportove), FIM (upravno telo za motociklističke sportove) i FAI (upravno telo za vazdušne sportove) su priznate od strane Međunarodnog olimpijskog komiteta, i stoga, u teoriji, mogli bi biti kvalifikovani za uključivanje na buduće Olimpijske igre.

## Promene u olimpijskim sportovima
Lista olimpijskih sportova se značajno promenila tokom olimpijske istorije i postepeno se povećavala tokom vremena. Olimpijska povelja propisuje da se o olimpijskim sportovima za svako izdanje Olimpijskih igara odlučuje na sednici MOK-a najkasnije sedam godina pre igara.
Jedini letnji sportovi koji nikada nisu izostali iz olimpijskog programa su atletika (trasa i polje, i trke), vodeni sport (plivanje), biciklizam, mačevanje i gimnastika (umetnička gimnastika). Jedini zimski sportovi koji su bili uključeni u sve Zimske olimpijske igre su skijanje (nordijsko skijanje), klizanje (umetničko i brzo klizanje) i hokej na ledu. Umetničko klizanje i hokej na ledu takođe su bili uključeni u letnje olimpijske igre (1908. i 1920.) pre nego što su uvedene Zimske olimpijske igre 1924. godine.
Rane Olimpijske igre pre Drugog svetskog rata uključivale su osam sportova koji su od tada ukinuti sa Olimpijskih igara: baskijska pelota, kroket, že de pom, polo, reketi, rouk, potezanje konopca i vodeni motosportovi. Organizatori su mogli da odluče koji sportovi ili discipline su uključeni u program od 1896. do 1920. godine, dok je MOK preuzeo kontrolu nad programom 1924. Kao rezultat toga, izvestan broj sportova je bio u olimpijskom programu relativno kratko: od osam ugašenih ranoolimpijskih sportova, jedini na programu posle 1920. bio je polo (1924. i 1936. godine). Ovi sportovi su uklonjeni zbog nedostatka interesovanja ili odsustva odgovarajućeg upravljačkog tela, i smatra se da je malo verovatno da će se ikada vratiti.
Pet ranih olimpijskih sportova koje je MOK uklonio uspeli su da se vrate u olimpijski program: streličarstvo 1972, tenis 1988, karling 1998, golf 2016 i kriket 2028. Dalje, tri druga rana olimpijska sporta vraćena su u drugom formatu iz kojeg su se prvobitno vodila takmičenja: rukomet 1972. (kao dvoranski rukomet umesto rukometa na terenu), ragbi 2016. (kao ragbi sedam umesto ragbi juniona), i lakros 2028. (kao lakros šestice umesto terenskog lakrosa).
Tokom većeg dela 20. veka, Olimpijske igre su uključivale jedan ili više demonstracionih sportova, obično da bi se promovisao lokalni sport iz zemlje domaćina ili da bi se procenilo interesovanje za potpuno novi sport. Neki takvi sportovi, poput bejzbola i karlinga, kasnije su dodati u zvanični olimpijski program (1992. i 1998. godine). Takmičenja i ceremonije u ovim sportovima bili su identični zvaničnim olimpijskim sportovima, samo što se medalje nisu računale u zvanični zapisnik. U nekim prilikama, i zvanična takmičenja za medalju i demonstraciona takmičenja su se odvijala u istom sportu na istim Igrama. Zbog logističkih problema, Međunarodni olimpijski komitet je 1989. odlučio da eliminiše demonstracione sportove sa Olimpijskih igara nakon 1992. godine. Izuzetak je napravljen 2008. godine, kada je Pekinški organizacioni komitet dobio dozvolu da organizuje turnir u vušu.
Žene su se prvi put takmičile na Olimpijskim igrama 1900. godine, učestvujući u pet sportova (kroket, jedrenje, tenis, golf i konjički sport). Uz dodatak ženskog boksa 2012. i skijaških skokova za žene 2014. godine, žene sada mogu da se takmiče u svim olimpijskim disciplinama osim u rvanju grčko-rimskim stilom i nordijskoj kombinaciji; postoje i dve discipline samo za žene, ritmička gimnastika i umetničko plivanje.

### Promene od 2000
Sportovi bejzbol i softbol isključeni su iz programa na sednici MOK-a u Singapuru 11. jula 2005. odlukom koja je ponovo potvrđena 9. februara 2006. Bejzbol i softbol, pre njihovog vraćanja na Olimpijske igre 2020. su poslednji put uključeni 2008. godine: stoga je broj sportova na Letnjim olimpijskim igrama 2012. smanjen sa 28 na 26. Ovo je bio prvi put da je neki sport ili disciplina uklonjen iz olimpijskog programa od kanu slaloma nakon 1972. (iako se vratio 1992. godine).
Dva ranije davno obustavljena sporta, golf (poslednji put se takmičilo 1904) i ragbi (poslednji put se takmičilo 1924), vratila su se na Letnje olimpijske igre 2016. Izvršni odbor MOK-a je 13. avgusta 2009. predložio da se golf i ragbi sedmica dodaju olimpijskom programu za 2016. godinu. Dana 9. oktobra 2009. godine, tokom 121. zasedanja MOK-a u Kopenhagenu, MOK je izglasao da se oba priznaju kao zvanični olimpijski sportovi i da se uključe u Letnje olimpijske igre 2016. godine. MOK je glasao 81-8 za ragbi sedam i 63-27 za golf, čime je broj sportova vratio na 28.
U februaru 2013, MOK je razmatrao izbacivanje sporta sa Letnjih olimpijskih igara 2020. kako bi napravio mesto za novi sport: smatralo se da su moderni petoboj i tekvondo ranjivi, ali je umesto toga MOK preporučio uklanjanje rvanja. Dana 8. septembra 2013, MOK je dodao rvanje na Letnje igre 2020. i 2024. godine.
Počevši od Igara 2020. godine, MOK je promenio način na koji planira olimpijski sportski program: umesto da ga zasniva na maksimalnom broju sportova, ukupan broj događaja se sada uzima u obzir, otvarajući raspored za uključivanje na po-igrama osnovi za dodatne sportove uz 28 „osnovnih“ sportova. Za Letnje olimpijske igre 2020. godine, lokalnom organizacionom komitetu je tako bilo dozvoljeno da doda pet sportova u program pored postojećih 28, čime je ukupan broj porastao na 33. MOK tretira bejzbol i softbol kao jedan sport od kada su se upravna tela za bejzbol i softbol spojila u jedinstvenu međunarodnu federaciju, Svetsku bejzbol softbol konfederaciju, 2013. (sa muškim sportistima koji se takmiče u bejzbolu, a sportistkinjama u softbolu). Dana 3. avgusta 2016, MOK je izglasao da se dodaju bejzbol/softbol, karate, sportsko penjanje, surfovanje i skejtbording kao opcioni sportovi za Letnje olimpijske igre 2020.
Dana 21. februara 2019, Organizacioni komitet za Paris 2024 je najavio da će predložiti uključivanje brejkdensa (brejkinga), kao i skejtbordinga, sportskog penjanja i surfovanja. Sva četiri sporta su odobrena tokom 134. zasedanja MOK-a u Lozani, Švajcarska, 24. juna 2019. godine.
MOK je 18. juna 2021. izdao predlog za novi zimski sport, skijaško planinarenje, za Zimske olimpijske igre 2026. Predlog je odobren na sednici MOK-a u Tokiju 20. jula.
Dana 3. februara 2022, MOK je odredio skejtbording, sportsko penjanje i surfovanje kao osnovne sportove letnjih olimpijskih igara počevši od 2028. godine, podižući broj osnovnih sportova na 31. MOK je 16. oktobra 2023. odobrio dodavanje pet opcionih sportova za Letnje olimpijske igre 2028. godine: bejzbol/softbol, kriket, flag fudbal, lakros i skvoš, dok je brejkdens izostavljen. Jedini prethodni olimpijski nastup kriketa bio je 1900. godine, dok je lakros poslednji put bio na olimpijskom programu 1908. godine.

## Spoljašnje veze
- International Olympic Committee - Sports
- IOC Olympic Programme Commission
- International Sports Federations